# 于洋 (1989年)
于洋（1989年8月6日—），是中国足球运动员，司职中后卫或者边后卫，现效力于中超联赛球队天津津门虎。

## 俱乐部生涯

### 北京国安
于洋在2008年从北京国安青年队队升入一队并在2008年6月29日主场0-2负于上海申花的中超联赛中完成一线队首秀。该赛季于洋一共完成了4次出场，然而随后的2009赛季却没有获得登场机会。
2010赛季，于洋被租借至中乙球队大连阿尔滨并随队赢得了该赛季的中乙联赛冠军。
2011赛季，重回国安的于洋被时任主教练帕切科调回一线队，并且在2011年5月30日主场4-0战胜深圳红钻的比赛中攻入职业生涯首球。该赛季联赛于洋只获得了两次出场机会，但是受到了帕切科的青睐。2012赛季于洋由于队内中后卫接连出现状况而成为主力，并凭借其出色的表现首次入选国家队。
虽然在2013赛季因为表现不佳未获得太多机会，但在2014赛季于洋还是重回主力位置在上半赛季有着出色表现。然而，由于在联赛中期因为合同问题和俱乐部高层发生矛盾，被俱乐部下放到预备队。

### 广州富力
2014年12月9日，于洋转会至中超联赛球队广州富力。2015赛季初，于洋并没有出场机会。韩国中后卫张贤秀受伤后，主教练选择用金洋洋代替。足协杯4比0战胜贵州人和的比赛中，金洋洋打入两球。赛后，中国足协认定金洋洋在庆祝进球时使用侮辱性手势，将他禁赛四场。之后对阵山东鲁能的联赛，于洋迎来出场机会，首次代表广州富力出战正式比赛。从此开始，于洋得到了较为充足的出场时间。2015赛季于洋中超联赛出场17次、亚冠联赛1次，这18次出场中有17次为首发。2016赛季，于洋成为广州富力三后卫体系的主力，还曾担任队长。这个赛季，他在中超联赛出场25次、足协杯出场5次，联赛的25次出场中含22次首发。效力广州富力期间，他于2015年重返中国国家足球队。

### 重回北京国安
2016年12月30日，广州富力宣布于洋离队，加盟北京国安。有媒体透露，转会费在5000万至6000万元人民币之间。回归北京国安之后，于洋成为中后卫位置上的主力。2018年3月31日北京国安与北京人和的北京德比上，于洋第100次代表北京国安出场。他在比赛中打入一球，助球队4比0获胜。

## 国家队生涯
于洋在2012年6月8日中国3-0击败越南的比赛中完成国家队首秀。2021年，为备战3月开踢的卡塔尔世预赛亚洲区40强赛下半程比赛，中国男足将于1月22日至2月10日在海口展开2021年首期集训，他入选27人名单。